# سمادية حرارية حالة للبروتين
سمادية حرارية حالة للبروتين (بالإنجليزية: Coprothermobacter proteolyticus)‏ (باللاتينية: proteolyticus) وهي سمادية حرارية وتعني حال للبروتين.
نوع بكتيريا من جنس السمادية الحرارية. وهي بكتيريا أليفة الحرارة غير مبوغة، تم عزل هذا النوع ابتداءاً من هاضم أليف حرارة الذي كان يخمر النفايات وروث الماشية.